# Dominic Stricker
Dominic Stephan Stricker (* 16. srpna 2002 Grosshöchstetten, Bern) je švýcarský profesionální tenista hrající levou rukou. Ve své dosavadní kariéře na okruhu ATP Tour vyhrál dva deblové turnaje. Na challengerech ATP a okruhu ITF získal pět titulů ve dvouhře a dva ve čtyřhře.
Na žebříčku ATP byl ve dvouhře nejvýše klasifikován v říjnu 2023 na 88. místě a ve čtyřhře v červnu 2022 na 161. místě. Od dubna 2023 jej dva roky trénoval Dieter Kindlmann.
Ve švýcarském daviscupovém týmu debutoval v roce 2021 bielskou 2. světovou skupinou proti Estonsku, v níž vyhrál dvouhru a v páru s Marcem-Andreou Hüslerem i čtyřhru. Švýcaři zvítězili 5:0 na zápasy. Do září 2025 v soutěži nastoupil k devíti mezistátním utkáním s bilancí 1–4 ve dvouhře a 4–4 ve čtyřhře.

## Tenisová kariéra
V osmnácti letech vyhrál juniorské French Open 2020 ve dvouhře a po boku Itala Flavia Cobolliho i ve čtyřhře. Singlovou soutěž ovládl jako druhý Švýcar po Wawrinkovi v roce 2003. Zisk „doublu“ se na Roland-Garros naposledy před ním podařil Chilanu Fernandu Gonzálezovi v roce 1998. Již v roce 2019 s Cobollim skončili v Paříži jako poražení finalisté deblové juniorky. Na juniorském kombinovaném žebříčku ITF nejvýše figuroval během října 2020 na 3. místě.
Na okruhu ATP Tour debutoval květnovým Geneva Open 2021, kde jako člen páté světové stovky obdržel divokou kartu do dvouhry a s krajanem Marcem-Andreou Hüslerem i do čtyřhry. V singlové soutěži vyřadil čtyřicátého šestého hráče žebříčku Marina Čiliće a poté o dvě místa výše postaveného Mártona Fucsovicse. Ve čtvrtfinále vypadl se Španělem Pablem Andújarem z osmé desítky klasifikace. V ženevském deblu dohrál s Hüslerem také ve čtvrtfinále s pozdějšími šampiony Johnrm Peersem a Michaelem Venusem. Rovněž ve druhé hlavní soutěži, na stuttgartském MercedesCupu 2021, postoupil mezi poslední osmičku. Ve druhém kole travnaté události poprvé porazil člena světové dvacítky, dvacátého v pořadí Huberta Hurkacze po zvládnutých obou tiebreacích. Následně však nestačil na Američana Sama Querreyho.

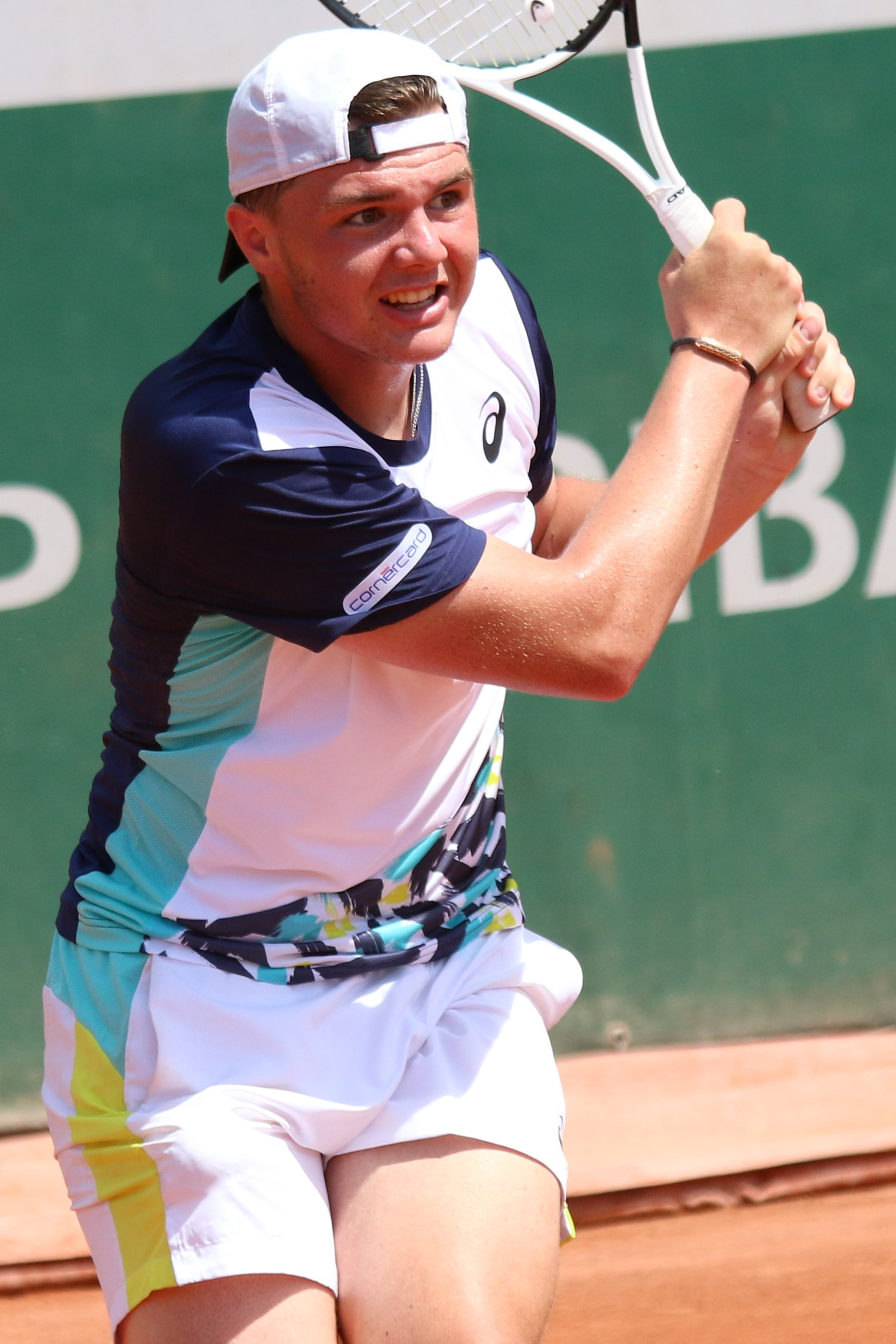
V kvalifikaci French Open 2022

První finále na túře ATP proměnil v titul, když s Hüslerem ovládli čtyřhru Swiss Open Gstaad 2021. Ve finále zdolali polské deblisty Szymona Walkówa s Janem Zielińskim ve dvou setech. V 18 letech se stal nejmladším deblovým šampionem na okruhu od Mikaela Ymera na Stockholm Open 2016 a nejmladším vítězem gstaadské čtyřhry v otevřené éře. Divokou kartu získal na říjnový Swiss Indoors 2022. Postupem z úvodního kola přes Američana ze čtvrté desítky Maxima Cressyho se v Basileji stal ve 20 letech nejmladším švýcarským vítězem zápasu od 19letého Federera v ročníku 2000. Bodový zisk mu 27. října 2022 zajistil kvalifikování se na tzv. Turnaj mistrů do 21 let, Next Generation ATP Finals 2022 v Miláně, kde se stal nejmladším z osmi účastníků. Z červené skupiny postoupil z prvního místa do semifinále, v němž nenašel recept na Jiřího Lehečku.
Ve finále štvanického Prague Open 2023 přehrál Rakušana Sebastiana Ofnera, po odvrácení pěti setbolů v tiebreaku úvodní sady.  Jako první Švýcar tak vyhrál pátý challenger před dovršením 21 let, což se nepodařilo Federerovi ani Wawrinkovi. Po vyřazení v pěti navazujících kvalifikacích grandslamu od Australian Open 2022 do Australian Open 2023 debutoval na majorech dvouhrou na French Open 2023. V pařížském kvalifikačním kole přitom podlehl Argentinci Thiagu Agustínu Tirantemu, ale po odstoupení Garína získal místo v hlavní soutěži.  V jejím úvodu jej vyřadila světová sedmnáctka Tommy Paul. Kvalifikační soutěží prošel ve Wimbledonu 2023. Do londýnského grandslamu vstoupil vítězstvím v pěti setech nad Australanem Alexejem Popyrinem, než jeho cestu soutěží ukončil desátý muž žebříčku Frances Tiafoe, který v duelu zahrál 23 es. Ve druhém kole antukového Swiss Open Gstaad 2023 podlehl druhému nasazenému Srbovi Miomiru Kecmanovićovi. V gstaadské čtyřhře však s Wawrinkou triumfoval po finálovém vítězství nad nejvýše nasazeným párem, jenž tvořili Brazilec Marcelo Demoliner a Nizozemec Matwé Middelkoop. V předchozí kariéře spolu Švýcaři odehráli jedinou čtyřhru v kvalifikačním kole Davis Cupu 2023 proti Německu.

## Finále na okruhu ATP Tour
| Legenda                   |
| ------------------------- |
| D – dvouhra; Č – čtyřhra  |
| Grand Slam (0)            |
| Turnaj mistrů (0)         |
| ATP Tour Masters 1000 (0) |
| ATP Tour 500 (0)          |
| ATP Tour 250 (2–0 Č)      |

### Čtyřhra: 2 (2–0)
| Stav  | č. | datum         | turnaj                | povrch | spoluhráč          | soupeři ve finále                  | výsledek       |
| ----- | -- | ------------- | --------------------- | ------ | ------------------ | ---------------------------------- | -------------- |
| Vítěz | 1. | červenec 2021 | Gstaad, Švýcarsko     | antuka | Marc-Andrea Hüsler | Szymon Walków Jan Zieliński        | 6–1, 7–6(9–7)  |
| Vítěz | 2. | červenec 2023 | Gstaad, Švýcarsko (2) | antuka | Stan Wawrinka      | Marcelo Demoliner Matwé Middelkoop | 7–6(10–8), 6–2 |

## Tituly na challengerech ATP a okruhu ITF
| Legenda                  |
| ------------------------ |
| D – dvouhra; Č – čtyřhra |
| Challengery (5 D; 1 Č)   |
| ITF (0 D; 1 Č)           |

### Dvouhra (5 titulů)
| Č. | datum         | turnaj                   | povrch    | poražený finalista | výsledek       |
| -- | ------------- | ------------------------ | --------- | ------------------ | -------------- |
| 1. | březen 2021   | Lugano, Švýcarsko        | tvrdý (h) | Vitalij Sačko      | 6–4, 6–2       |
| 2. | leden 2022    | Cleveland, Spojené státy | tvrdý (h) | Jošihito Nišioka   | 7–5, 6–1       |
| 3. | červenec 2022 | Zug, Švýcarsko           | antuka    | Ernests Gulbis     | 5–7, 6–1, 6–3  |
| 4. | únor 2023     | Rovereto, Itálie         | tvrdý (h) | Giulio Zeppieri    | 7–6(10–8), 6–2 |
| 5. | květen 2023   | Praha, Česko             | antuka    | Sebastian Ofner    | 7–6(9–7), 6–3  |

### Čtyřhra (2 tituly)
| Č. | datum         | turnaj            | povrch | spoluhráč     | poražení finalisté                  | výsledek          |
| -- | ------------- | ----------------- | ------ | ------------- | ----------------------------------- | ----------------- |
| 1. | květen 2021   | Madrid, Španělsko | antuka | Leandro Riedi | Johan Nikles Alberto Barroso Campos | 2–6, 6–2, [12–10] |
| 2. | červenec 2021 | Perugia, Itálie   | antuka | Vitalij Sačko | Tomás Martín Etcheverry Renzo Olivo | 6–3, 5–7, [10–8]  |

## Finále na juniorském Grand Slamu

### Dvouhra juniorů: 1 (1–0)
| Stav  | rok  | turnaj      | povrch | soupeř ve finále | výsledek |
| ----- | ---- | ----------- | ------ | ---------------- | -------- |
| Vítěz | 2020 | French Open | antuka | Leandro Riedi    | 6–2, 6–4 |

### Čtyřhra juniorů: 2 (1–1)
| Stav      | rok  | turnaj      | povrch | spoluhráč      | soupeři ve finále                                   | výsledek      |
| --------- | ---- | ----------- | ------ | -------------- | --------------------------------------------------- | ------------- |
| Finalista | 2019 | French Open | antuka | Flavio Cobolli | Matheus Pucinelli de Almeida Thiago Agustín Tirante | 6–7(3–7), 4–6 |
| Vítěz     | 2020 | French Open | antuka | Flavio Cobolli | Bruno Oliveira Natan Rodrigues                      | 6–2, 6–4      |